# プレコリン3Bシンターゼ
プレコリン3Bシンターゼ（precorrin-3B synthase）は、ポルフィリン、クロロフィル代謝酵素の一つで、次の化学反応を触媒する酸化還元酵素である。
プレコリン3A + NADH + H+ + O2 {\displaystyle \rightleftharpoons } プレコリン3B + NAD+ + H2O
この酵素の基質はプレコリン3A、NADH、H+とO2で、生成物はプレコリン3B、NAD+とH2Oである。
組織名はprecorrin-3A,NADH:oxygen oxidoreductase (20-hydroxylating)で、別名にprecorrin-3X synthase、CobGがある。